# Sektor (Geographie)
Sektor (lateinisch sector „Fragment“) ist im geografischen Sinn ein Begriff für einen Teil einer Stadt, Region oder Landschaft. Überwiegend bezeichnet er in einigen Staaten eine kleinere Verwaltungseinheit auf verschiedenen Ebenen der Administrative und deshalb nicht exakt nur einer der europäischen NUTS-Klassifikation zuzuordnen. Als militärische Verwaltungseinheit ist ein Sektor ein Teil des Territoriums eines Staates, das durch eine oder mehrere Besatzungsmächte militärisch verwaltet wird.

## Kommunale Verwaltungseinheit

### Rumänien
Die rumänische Hauptstadt Bukarest ist in sieben Sectoare, den Stadtbezirken unterteilt. In der rumänischen Sprache wird das Wort auch zur Bezeichnung der Stadtkreise bzw. Stadtbezirke ausländischer Städte verwendet.

### Guinea-Bissau
Unterhalb der Regionsebene Guinea-Bissaus der neun Regionen von Guinea-Bissau gibt es 37 Sektoren (Secteur).

### Ruanda
In Ruanda besteht unterhalb der Districtsebene der 30 Districte von Rwanda die Gliederung in 416 Sektoren (Secteur).

### Demokratische Republik Kongo
In der Demokratischen Republik Kongo ist ein Sektor eine Verwaltungseinheit einer Stadt unterhalb der Quatiersebene und wird auch Chefferie genannt.

## Antarktika
Die nationalen Gebietsansprüche auf dem antarktischen Kontinent sind Sektoren auch im geometrischen Sinn, mit dem Südpol als Kreismittelpunkt.

## Besatzungseinheit

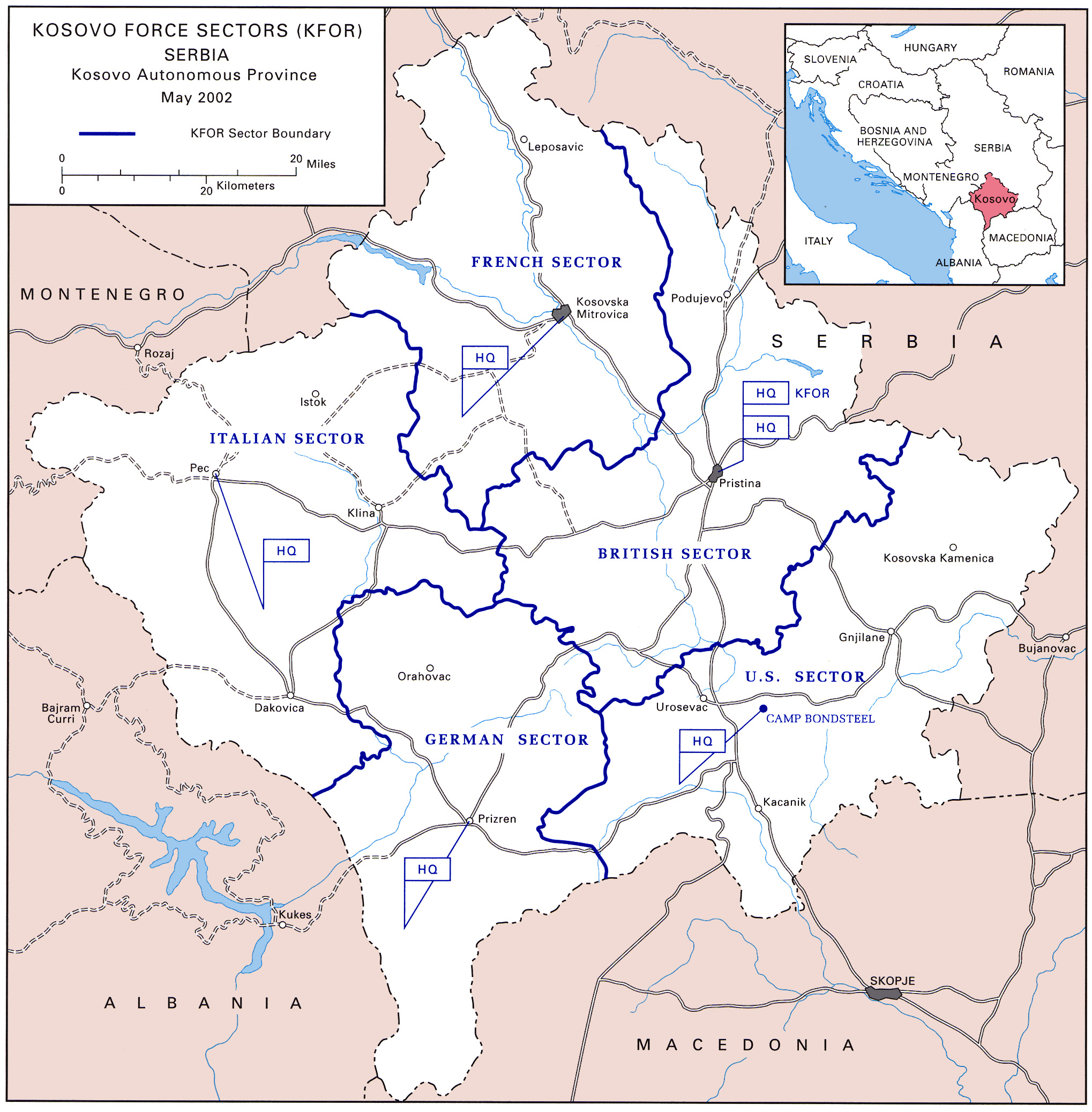
Karte mit den Kosovo-Sektoren

### Deutschland
Neben der Einteilung Deutschlands nach Ende des Zweiten Weltkriegs in Besatzungszonen, waren zur alliierten Besetzung für das Stadtgebiet Groß-Berlins zunächst drei Sektoren vorgesehen, die jeweils von militärischen Verbänden der USA, Großbritanniens und der Sowjetunion verwaltet werden sollten. Bei mehreren Treffen der EAC 1944/1945 wurde über die Gliederung von Abgesandten der drei Alliierten beraten und in Zonenprotokollen darüber berichtet. Im letzten Protokoll wurden die endgültigen Vorschläge der Dreimächtekonferenz in Potsdam 1945 zum Beschluss vorgelegt. Sie beinhalteten nun auch einen vierten Sektor für Berlin, in dem französische Truppen die Verwaltung übernehmen sollten. In Potsdam wurden die Vorschläge bestätigt und durch die Alliierten umgesetzt. Eine Alliierte Kommandantur (Komendatura) übernahm die Verwaltung von Groß-Berlin, in der monatlich eine andere Macht den Vorsitz übernahm.

### Österreich
Auch für Wien, der Hauptstadt Österreichs wurde eine Militärverwaltung vorgesehen und auch eingerichtet. Jedoch mit einem Unterschied zu Berlin wurde im Ersten Wiener Gemeindebezirk zusätzlich ein internationaler Sektor vereinbart, in dem monatlich wechselnd eine Besatzungsmacht die Hoheit ausübte.

### Kosovo
Im Jahr 1999 erfolgte die militärische Besetzung des Kosovo durch ausländische bzw. internationale KFOR-Militärverbände. Das Territorium des Kosovo wurde in fünf Sektoren (englisch Sector) eingeteilt, in einem davon übernahm die Bundeswehr die militärische Verwaltung.